# 圣女多罗德堂
圣女多罗德圣文策老圣达尼老堂（波蘭語：Kościół św. Stanisława, św. Doroty i św. Wacława）是一座罗马天主教教堂，位于弗罗茨瓦夫旧城南部。

## 历史
该教堂的成立是为了纪念波兰国王卡齐米日三世与神圣罗马帝国皇帝查理四世之间签署条约。该堂的主保圣人，圣文策老、圣达尼老和圣女多罗德分别代表波西米亚、波兰和西里西亚: 三个王国的纹章放置在后殿外侧的窗户下。这座教堂是在奥斯定会隐修士的监督下修建，土地则是向市民乔布·斯蒂尔和雅各布·雷姆弗里德购买。
该堂建于1351年，有三个通廊，五边形圣坛，后殿上覆盖着十字拱顶。司祭席于1381年完工，后殿和中殿于1401年完工。
1350年，该堂由被从聖味噌爵堂驱逐的方济各会接管。然而，由于宗教改革，修士的人数继续迅速减少。到1534年10月20日，他们已经离开了建筑。直到1561年10月15日，神圣罗马帝国皇帝斐迪南一世批准将该建筑临时用于储存。交给耶稣会没有成功。1613年，皇帝马蒂亚斯将这栋建筑归还方济各会，后者于1615年2月6日接管了这些建筑。1686年，内部以华丽的巴洛克风格重建，修道院建筑也是如此。1707年，该教堂被改为堂区教堂。
1810年普鲁士颁布世俗化法令后，修道院建筑从1817年起被用作监狱，1852年后由法院使用。它进入了一个漫长的衰败期，直到19世纪末决定拆除，土地出售。在修道院的原址上建造一家百货公司和莫诺普尔酒店。在教堂的西立面前，修建了一个新的入口，带有哥特式大门和一个小广场。
在第二次世界大战末期的布雷斯劳围城战期间，这座教堂只遭受了轻微的破坏，因此它是瓦罗茨瓦夫保存最完好的中世纪建筑之一。战后，它一度被用作这座城市的前庭。
51°06′23″N 17°01′50″E / 51.10639°N 17.03056°E